# Aeroporto V.C. Bird International
L'Aeroporto Internazionale V. C. Bird (in inglese V. C. Bird International Airport, abbreviato VCBIA; IATA: ANU, ICAO: TAPA) è uno scalo aeroportuale situato nello stato di Antigua e Barbuda ad 8 km dalla capitale Saint John's ed è sede della compagnia dell'isola la Leeward Islands Air Transport.
Lo scalo è intitolato a Vere Bird, primo ministro di Antigua e Barbuda dal 1981 al 1994.
Nel dicembre 2005, l'Antigua and Barbuda Millennium Airport Corporation annunciò che avrebbe indetto gare d'appalto per costruire la prima fase di un nuovo terminal passeggeri progettato per servire l'aeroporto per 30 anni. Nel 2012, annunciò la costruzione del suo secondo terminal.
Il nuovo terminal è diventato operativo il 26 agosto 2015. Tutti i voli operano dalla nuova struttura. Il terminal copre 23.000 metri quadrati, con quattro pontili jet, moderni controlli di sicurezza, strutture di elaborazione e monitoraggio dei passeggeri aggiornate e un sistema di sicurezza CCTV. Contiene 46 banchi per il check-in, 15 chioschi per il check-in automatico, 5 nastri trasportatori per i bagagli, una mini area ristorazione, numerose sale VIP, una banca, negozi al dettaglio, sale di prima classe, ristoranti e altre strutture. Altri miglioramenti includevano un parcheggio di nuova costruzione parallelo al vecchio terminal, insieme ad altri uffici dell'aeroporto.